# A hét számlap rejtélye
A hét számlap rejtélye (The Seven Dials Mystery) Agatha Christie angol krimiírónő 1929-ben megjelent regénye, melyet először a William Collins Sons and Company Ltd. a Collins Crime Club sorozatában adott ki 1929. január 24-én. Az Egyesült Államokban a Dodd, Mead and Company még abban az évben azonos címmel publikálta.
Magyarországon először a Magyar Könyvklub adta ki Kada Júlia fordításában 1995-ben.

## Szereplők
- Eileen Brent/ Bundle – Lord Caterham lánya
- Jimmy Thesiger
- Loraine Wade – Gerry Wade féltestvére
- Gerry Wade
- Battle főfelügyelő
- Lord Caterham – Chimney ház ura
- Rupert Bateman/ Pongo – Sir Oswald magántitkára
- Bill Eversleigh – külügyminisztériumi alkalmazott
- Ronald Deverux/Ronny – külügyminisztériumi alkalmazott
- Sir Oswald Coote – Anglia legnagyobb acélművének a tulajdonosa
- Lady Maria Coote – Sir Coote felesége, Chimney háziasszonya
- George Lomax – képviselő, politikus
- Mr. Mosgorovsky – A hét számlap klub tulaja
- Sir Stanley Digby
- Mr. Terence O'Rourke – légügyi miniszter
- Anna Radzky/ Baby St. Maur – magyar grófnő
- Mrs.Macatta – képviselőnő
- Herr Eberhard – német feltaláló
- Tredwell – Chimney ház komornyikja
- Macdonald – Chimney ház főkertésze
- Marcia néni – Lord Caterham sógornője
- Alfred – Chimney egykori alkalmazottja

## Cselekmény
Chimney házban rengeteg vendég tartózkodik, közöttük Jimmy is. A sokszor panaszolt lekésett reggelik után, Jimmynek sikerül délben leérkeznie az ebédlőbe, de nem utolsóként. Ugyanis Mr. Wade szokásához híven ismét késve érkezik a reggelihez. Jimmy és a többiek, mégpedig Pongo, Ronny, Bill, Helen, Nancy, Socks és Lady Coote megelégelték ezt, és egy tréfát eszelnek ki az álomszuszéknak. Megbeszélik, hogy amíg Lady Coote lefoglalja Gerryt, addig a többiek vesznek órát, méghozzá nyolcat, hátha ennyi óra eléri a kívánt hatást. Este kis vita után Pongo helyezte el az órákat a szobában.
A tréfa ennek ellenére nem sikerül, azért, mert Gerryt holtan találják a szobájában. Az orvos túladagolt gyógyszert jelenti ki a halál okának, és mindenki ennyiben is hagyja a dolgot. Azonban Jimmy, ahogy jó barátként szokás, benéz Gerryhez, és addig észre nem vett apróság felkelti érdeklődését: az órák az asztal helyett a párkányon álltak, méghozzá szép sorban. De nem ez volt a fura. Hét óra állt ott, a nyolcadik jóval távolabb, kint a pázsiton feküdt, mintha kihajították volna.
Bundley, Lord Caterham lánya egy levelet talál, melyet Gerry írt nem sokkal halála előtt, melyben utalást tesz a Hét számlapról. Mivel Loriane-nek címezte, Bundley úgy döntött, elküldi a nőnek, és fel is keresi. Útközben nem várt tragédia következik be, elüt egy iszákos férfit. De nagy döbbenetére, az orvos, nem ezt állapítja meg: a férfi nem volt iszákos, és nem is ütötte el, hanem meglőtték és belső vérzésbe halt meg. Utolsó szavai ezek voltak: A hét számlap…mondja meg…Jimmy Thesiger…Bundley csak ezután jön rá, ki is volt a férfi: Ronny.
Mivel az utolsó szavaiban Ronny Jimmyt emlegette, Bundley elmegy hozzá, ahol találkozik Lorainnel is. Együtt próbálnak kitalálni valamilyen tervet, hogy rájöjjenek a rejtélyes haláleseteknek. Bundley ellátogat a Scotland Yardra, ahol Battle felügyelő nem óhajt semmiféle információt közölni a lánnyal, csupán azt, hogy ha meg akar valamit tudni, akkor Billt keresse. Pont kapóra jött a dolog, mivel Billel vacsorát beszéltek meg, amiből a Hét számlap klub meglátogatása lett.
Bundley visszamegy Chimney-be, hogy utánanézzen pár dolognak. S kiderül, Mr. Lomax politikus szervez egy estéjt Abbey-ben. A lány házban minden új alkalmazottnak utánanézett, majd meglátogatta Marcia nénikéjét, aki észre sem véve Bundley leleményességét, biztosítja arról, hogy George Lomax Bundleyt is meghívja az estre. Közben felkelti az érdeklődését John, az új alkalmazott, aki a Bauer névre hallgat. Az a fura benne, hogy német név, és ez bogarat ültetett a lány fülébe.
Bundley nagy lépésre szánja el magát: Alfred segítségével belopózik a Hét Számlap Klub rejtekhelyére, ahol az üléseket tartják és egy szekrénybe rejtőzve hallgatja végig a csoport megbeszélését. A legfurább, ami biztosítja Bundleyt a klub létezéséről, hogy maszkot viseltek, óra kinézetűt. Páran azonban hiányoztak, köztük a Hét óra. Ő volt a főember. Bundley észrevesz valamit: egyrészt, hogy valakinek be kellett volna számolnia a Chimney helyzetről a halál esetkor, a másik, hogy a csoport tagjai között nő is van, egy szemölccsel a hátán.
Elérkezett George Lomax estéje. Bundley már túlesett a halottszemlén, és egyre jobban várta az összejövetelt. A mi három emberünk remek tervet eszel ki estére, őrködni fognak. Persze úgy, hogy Bill és Jimmy őrködnek Bundley pedig elvonul aludni. És ekkor kezdődik minden: Jimmy őrködése során neszt hall, bevonul a könyvtárszobába, és kinéz az ablakon, s mivel senki sincs ott, leoltja a villanyt, és kimegy. Bundley-nek eközben esze ágába se volt aludni. Kimászott az ablakon, s meg akarta kerülni az épületet, ha éppen nem ment volna bele a felügyelőbe, akit Lomax hívott meg, hogy felügyeljen a rendre. Loraine sem tudott nyugton maradni, ezért a házhoz autózik, ahol észrevesz egy férfit, aki épp lefelé mászott a ház borostyán falán. 
A férfi kezéből kiesett egy csomag, amit a lány sikeresen elkapott, majd futva rohant a helyszínről, bele Battle felügyelőbe. Ő pedig visszasietett oda, ahol történt a dolog, és ahol a könyvtárba belátni, és kiderül, dulakodás történt, és valaki megsebesült, méghozzá Jimmy. Ám Bundley emlékezett arra, hogy a grófnőt nem találta a szobájában, erre keresni kezdik. A könyvtárszoba hátsó részében a könyvespolcnál ájultan találtak rá. Mikor felébredt, azt mondta, hogy nem tudott aludni, lejött könyvért, majd neszt hallott, ezért beugrott a spanyol fal mögé, és ott várakozott, addig míg egy lövedék felé nem repült, és el nem találta a könyvespolcot. Bill segítően felkíséri, mikor is Bundley meghökken: a ruhája alatt egy szemölcs volt látható. Battle kezébe veszi a helyzetet, és megpróbálja Bundley figyelmét elterelni a grófnő bűnösségéről.
Másnap reggel Sir Oswald kerül elő, aki megtalálta a fegyvert a teraszra vezető lépcsőtől mintegy 20 méterre. Battle úgy véli, hogy a teraszról dobták el, ezért megkéri Sir Oswaldot, hogy dobja el a pisztolyt, aki sokkal messzebbre hajította. Úgy véli továbbá a felügyelő, hogy a tolvaj csak a borostyánon távozhatott, azaz az épületben kell lennie. Bizonyítékok között szerepel egy kesztyű, amelyet a kandallórostélyon találnak. Nem volt női kesztyű, ráadásul még Jimmynek is nagy volt, akivel felpróbáltatta. Bundley érthetetlenül áll e cselekedett előtt: miért pont rá? Jimmy eközben megkéri Loraine kezét, aki visszautasítja. Majd beszél Lady Coottal, aki meghívja őt Letherburybe. Sir Oswald egyáltalán nem örült ennek. Kiderül, hogy Sir Oswald mindkét kezét ugyanúgy tudja használni, és ez döntő fontosságú.
Jimmy este kihasználja az alkalmat, és kutakodni kezd, hátha talál valami bizonyítékot, azonban Pongo-ba fut. Egy kis rafinált keksz akcióval sikerül gyanún felül kerülnie. És mint ahogy hárman eltervezték, Bundley és Loraine pontban délben érkeznek oda "defekt" miatt. Bundley pedig rájön, miért épp Jimmynek adta Battle a kesztyűt, és mért nem Oswaldnak vagy Lomaxnak. Mivel Jimmy jobb keze fel volt kötve, ezért kétségtelenül a tolvaj balkezes, abban tartotta a pisztolyt, tehát egy balkezes fickó az emberük. Bundley és a többiek Sir Oswaldot gyanúsítják, közben bevillan a lánynak egy kép, amint Battle leszed egy borostyánt a milliomosról. George Lomax egyre különösebben viselkedik, már ami Bundley-t illeti. Egy nap meglátogatja Lord Caterhamet, hogy áldását kérje. A lány viszolyog a dologtól.
Jimmy sürgős eset miatt telefonál Bundleynak, és azt kéri, induljanak el Lorainnel a városba, hagyják ott a kocsit, és menjenek a klubba. Ha pedig meglátják őt és Billt a kocsival, akkor engedjék be őket. Bundley, miután megérkeztek megmutatja a főhadiszállást Jimmynek, mikor is Loraine közli, hogy Bill halott. Ám kiderül, hogy csak elaltatták. Bundley sebesen felrohan, repülősóért, mikor is egy férfi leüti. Felébredtekor egy cellában találja magát, Bill mellett, aki kétségbeesésében szerelmet vall neki. A lány még a házassági ajánlatát is fontolóra vette. Mr. Mosgorovsky juttatja ki, egészen pontosan beküldi a Hét Számlap ülésére. Ott pedig kiderül, ki is volt a Hét óra: Battle főfelügyelő. Az öt óra András gróf, a négy óra Hayward Phelps, amerikai újságíró, a három óra Bill Eversleigh, a két óra Ronald Deverux, és az egy óra Gerald Wade volt, de más vette át a helyét: Radzky grófnő, vagyis inkább Babe St. Maur színésznő.
Kiderül mi volt a célja a csoportnak: elkapni egy bűnözőt, aki miatt halt meg Gerry és Ronny is. Olyasvalaki, aki mindig ott volt mindenhol: Jimmy. Battle mindent megmagyaráz: a szavak, melyet Ronny mondott más értelműek: méghozzá a Hét számlapnak kell megmondani, hogy Jimmy a keresett személy. Jimmy a mérget a szódás wiskeybe tette, amit Gerry később megivott. Továbbá, hogy Gerry Wade és Ronny Deverux ugyanarra az eredményre jutottak, vagyis hogy Mr. Thesiger az emberük. Mindkettejüknek Loraine wade adott információkat, és mivel Ronnynak valószínűleg tetszett Loraine, ezért figyelmeztette, óvakodjon Jimmytől. Ezért kellett elhallgattatni.
Az Abbeyben történtek pedig: Mr. Lomaxot előre értesítették, aki álcából meghívta Battle-t. Valójában Bill és Radzky grófnő őrködött. Mr. Thesiger és Loraine előre kiterveltek mindent: Mrs. Wade-nek el kellett mennie a teraszhoz, ahol is át kellett vennie a csomagot, és a lövöldözések közben támadt riadalom során el kellett volna menekülnie, ám Battle ebben megakadályozta. Jimmy az ablakhoz ment, majd mint a grófnő alibije is igazolja, nem maradhatott a szobában: felment a borostyánon O'Rourke szobájába, onnan pedig ledobta a csomagot. Lemászott, majd verekedni kezdett, és meglőtte a képzeletbeli támadót, majd saját jobb karjába eresztett egy golyót.
Thesiger intézte el Billt, aki persze a meg nem ivott szódás whiskeytől álcázott ájulást adott elő. Egy kanapén feküdt végig, Loraine vele volt, Jimmyvel együtt, majd felcipelték őt is és mikor "felébredt" meglátta maga mellett Bundley-t.
Bundley később ellátogat apjához, Lord Caterham-hoz, hogy megossza vele, hogy férjhez megy. Lord Caterham elcsodálkozik, hogy Bundley mégis elfogadta Lomax házassági ajánlatát, mire lánya közli, a választottja Bill Eversleigh.

## Idézetek
"Jimmy gyors, ideges pillantást vetett a nyugodt, fehér arcra. Ez volna az angyalarcú, pirospozsgás Gerry Wade? Ez a mozdulatlan, csöndes alak? Megborzongott. Amint megfordult, hogy kimenjen a szobából, pillantása a kandallópárkányra esett, és földbe gyökerezett a lába. Az ébresztőórákat szépen sorba rakták. Kisietett. Ronny odakint várta.
- – Nagyon nyugodtnak látszik, meg minden. Micsoda átkozott balszerencse. – mormolta Jimmy. – Te Ronny – mondta aztán -, ki rakta így sorba azokat az órákat?
- – Honnan tudnám? Nyilván valamelyik cseléd.
- – Az a furcsa – jegyezte meg Jimmy -, hogy csak hét van, nem nyolc. Egy hiányzik. Észrevetted?

Ronny kinyitotta a száját, de hang nem jött ki rajta.
- – Csak hét, nem nyolc. – ráncolta a homlokát Jimmy. – Vajon miért?"

## Magyarul
- A hét számlap rejtélye; ford. Kada Júlia; Magyar Könyvklub, Bp., 1995

## Feldolgozások
- Seven Dials Mystery (1981) Rendező: Tony Wharmby, Szereplők: John Gielgud, Harry Andrews, Cheryl Campbell, James Warwick